# John Gaudreau
Pour les articles homonymes, voir Gaudreau.
John Michael Gaudreau, dit Johnny Gaudreau, (né le 13 août 1993 à Carneys Point dans l'État du New Jersey aux États-Unis et mort le 29 août 2024 à Oldmans Township, dans le New Jersey) est un joueur professionnel américain de hockey sur glace. Il évoluait au poste d'ailier.

## Biographie
L’arrière-grand-père paternel de Gaudreau est originaire de Montmagny au Québec et a déménagé au Vermont en 1921.

### Carrière junior
Gaudreau commence le hockey sur glace dans le New Jersey. Il est notamment entraîné par son père Guy. Sa carrière prend un nouveau tournant en 2010 quand il rejoint les Fighting Saints de Dubuque dans l'USHL. Il est le meilleur pointeur des Fighting Saints qui décrochent la Coupe Clark 2011. Il est choisi au quatrième tour, en cent-quatrième position par les Flames de Calgary lors du repêchage d'entrée dans la LNH 2011.
Il rejoint alors l'université de Boston College. Avec les Eagles, il participe au championnat NCAA. Les Eagles finissent en tête de la saison régulière puis remportent les séries éliminatoires du championnat Hockey East. Ils sortent vainqueurs du Frozen Four disputé au Tampa Bay Times Forum. Gaudreau marque un but lors de la finale remportée 4-1 contre les Bulldogs de Ferris State.

### Carrière professionnelle
Le 11 avril 2014, jour où il reçoit le trophée Hobey Baker, lui et son coéquipier des Eagles, Bill Arnold, signent un contrat d'entrée avec les Flames. Le 13 avril, il joue son premier match et marque son premier but dans la Ligue nationale de hockey avec les Flames chez les Canucks de Vancouver. Il marque son premier coup du chapeau le 22 décembre 2014 contre les Kings de Los Angeles.
Le 13 juillet 2022, il signe un contrat de sept ans comme joueur autonome avec les Blue Jackets de Columbus.

### Carrière internationale
Il représente les États-Unis au niveau international. Il prend part aux sélections jeunes. Le 6 mai 2014, il honore sa première sélection senior lors d'un match amical face à l'Allemagne durant lequel il marque le but de la victoire 3-1. Il est sélectionné pour son premier championnat du monde senior en 2014.

## Mort
Il meurt en compagnie de son frère lors d'un accident de la route le 29 août 2024.

## Statistiques

### En club
| Saison     | Équipe                     | Ligue       |     | Saison régulière | Saison régulière | Saison régulière | Saison régulière | Saison régulière |    | Séries éliminatoires | Séries éliminatoires | Séries éliminatoires | Séries éliminatoires | Séries éliminatoires |
| Saison     | Équipe                     | Ligue       | PJ  | B                | A                | Pts              | Pun              | PJ               | B  | A                    | Pts                  | Pun                  |                      |                      |
| 2010-2011  | Fighting Saints de Dubuque | USHL        | 60  | 36               | 36               | 72               | 36               | 11               | 5  | 6                    | 11                   | 6                    |                      |                      |
| 2011-2012  | Eagles de Boston College   | Hockey East | 44  | 21               | 23               | 44               | 10               | -                | -  | -                    | -                    | -                    |                      |                      |
| 2012-2013  | Eagles de Boston College   | Hockey East | 35  | 21               | 30               | 51               | 29               | -                | -  | -                    | -                    | -                    |                      |                      |
| 2013-2014  | Eagles de Boston College   | Hockey East | 40  | 36               | 44               | 80               | 14               | -                | -  | -                    | -                    | -                    |                      |                      |
| 2013-2014  | Flames de Calgary          | LNH         | 1   | 1                | 0                | 1                | 0                | -                | -  | -                    | -                    | -                    |                      |                      |
| 2014-2015  | Flames de Calgary          | LNH         | 80  | 24               | 40               | 64               | 14               | 11               | 4  | 5                    | 9                    | 6                    |                      |                      |
| 2015-2016  | Flames de Calgary          | LNH         | 79  | 30               | 48               | 78               | 20               | -                | -  | -                    | -                    | -                    |                      |                      |
| 2016-2017  | Flames de Calgary          | LNH         | 72  | 18               | 43               | 61               | 4                | 4                | 0  | 2                    | 2                    | 0                    |                      |                      |
| 2017-2018  | Flames de Calgary          | LNH         | 80  | 24               | 60               | 84               | 26               | -                | -  | -                    | -                    | -                    |                      |                      |
| 2018-2019  | Flames de Calgary          | LNH         | 82  | 36               | 63               | 99               | 24               | 5                | 0  | 1                    | 1                    | 2                    |                      |                      |
| 2019-2020  | Flames de Calgary          | LNH         | 70  | 18               | 40               | 58               | 12               | 10               | 4  | 3                    | 7                    | 0                    |                      |                      |
| 2020-2021  | Flames de Calgary          | LNH         | 56  | 19               | 30               | 49               | 6                | -                | -  | -                    | -                    | -                    |                      |                      |
| 2021-2022  | Flames de Calgary          | LNH         | 82  | 40               | 75               | 115              | 26               | 12               | 3  | 11                   | 14                   | 2                    |                      |                      |
| 2022-2023  | Blue Jackets de Columbus   | LNH         | 80  | 21               | 53               | 74               | 22               | -                | -  | -                    | -                    | -                    |                      |                      |
| 2023-2024  | Blue Jackets de Columbus   | LNH         | 81  | 12               | 48               | 60               | 22               | -                | -  | -                    | -                    | -                    |                      |                      |
| Totaux LNH | Totaux LNH                 | Totaux LNH  | 763 | 243              | 500              | 743              | 176              | 42               | 11 | 22                   | 33                   | 10                   |                      |                      |

### En équipe nationale
| Année | Équipe               | Compétition                 |    | PJ | B | A  | Pts | Pun | +/-                |  | Résultat |
| 2013  | États-Unis -20       | Championnat du monde junior | 7  | 7  | 2 | 9  | 4   | +2  | Médaille d'or      |  |          |
| 2014  | États-Unis           | Championnat du monde        | 8  | 2  | 8 | 10 | 2   | +4  | 6e place           |  |          |
| 2016  | Amérique du Nord -24 | Coupe du monde              | 3  | 2  | 2 | 4  | 0   | +2  | 5e place           |  |          |
| 2017  | États-Unis           | Championnat du monde        | 8  | 6  | 5 | 11 | 0   | +2  | 5e place           |  |          |
| 2018  | États-Unis           | Championnat du monde        | 10 | 1  | 8 | 9  | 12  | 0   | Médaille de bronze |  |          |
| 2019  | États-Unis           | Championnat du monde        | 6  | 1  | 1 | 2  | 2   | +1  | 7e place           |  |          |
| 2024  | États-Unis           | Championnat du monde        | 8  | 3  | 8 | 11 | 0   | +8  | 5e place           |  |          |

## Trophées et honneurs personnels

### USHL
- 2010-2011 : 
  - participe au match des étoiles
  - nommé dans la deuxième équipe d'étoiles
  - nommé recrue de la saison
  - nommé dans l'équipe des recrues

### Hockey East
- 2011-2012 : 
  - remporte le trophée Bill-Flynn du meilleur joueur
  - nommé dans l'équipe type du tournoi final
  - nommé dans l'équipe des recrues
- 2012-2013 : 
  - nommé dans la première équipe d'étoiles
  - nommé meilleur joueur
- 2013-2014 : nommé dans la première équipe d'étoiles

### Championnat du monde junior
- 2013 :
  - meilleur buteur
  - nommé dans l'équipe d'étoiles

### NCAA
- 2012-2013 : 
  - nommé dans la première équipe d'étoiles de la conférence est
  - nommé dans les finalistes pour le trophée Hobey Baker
- 2013-2014 : 
  - nommé dans la première équipe d'étoiles de la conférence est
  - remporte le trophée Hobey-Baker
- 2013-2014 : 
  - meilleur pointeur
  - meilleur buteur
  - meilleur passeur

### LNH
- 2014-2015 : 
  - participe au 60e Match des étoiles
  - nommé dans l'équipe des recrues
- 2015-2016 : participe au 61e Match des étoiles
- 2016-2017 : 
  - trophée Lady Byng[11]
  - participe au 62e Match des étoiles
- 2017-2018 : participe au 63e Match des étoiles
- 2018-2019 : participe au 64e Match des étoiles
- 2021-2022 : participe au 66e Match des étoiles
- 2022-2023 : participe au 67e Match des étoiles